# Semaine internationale Coppi et Bartali
La Semaine internationale Coppi et Bartali (en italien : Settimana internazionale di Coppi e Bartali) est une course cycliste par étapes italienne, parfois appelée « Semaine cycliste internationale ».

## Historique
Disputée en Sicile à sa création en 1984, la Semaine internationale Coppi et Bartali eut lieu en Sardaigne en 1996 et 1997. Depuis 1999, elle se déroule dans la région d'Émilie-Romagne, d'abord sous le nom de Memorial Cecchi Gori, puis sous l'appellation actuelle depuis 2001, en hommage à Fausto Coppi et Gino Bartali.
La Semaine Internationale Coppi et Bartali est disputée en mars sur cinq jours et fait partie de l'UCI Europe Tour, dans la catégorie 2.1, ce qui en fait l'une des principales courses italiennes par étapes.
Elle est organisée par Gruppo Sportivo Emilia, qui organise d'autres courses italiennes (Mémorial Marco Pantani, Tour d'Émilie, Grand Prix Bruno Beghelli).

## Palmarès
| Année                                   | Vainqueur            | Deuxième             | Troisième            |
| Semaine cycliste internationale         |                      |                      |                      |
| --------------------------------------- | -------------------- | -------------------- | -------------------- |
| 1984                                    | Moreno Argentin      | Stefan Mutter        | Johan van der Velde  |
| 1985                                    | Laurent Fignon       | Bruno Wojtinek       | Giuseppe Saronni     |
| 1986                                    | Giuseppe Saronni     | Moreno Argentin      | Federico Ghiotto     |
| 1987                                    | Maurizio Rossi       | Daniele Caroli       | Rolf Sørensen        |
| 1988                                    | Adriano Baffi        | Giuseppe Saronni     | Camillo Passera      |
| 1989                                    | Bruno Leali          | Pierino Gavazzi      | Steven Rooks         |
| 1990                                    | Rolf Sørensen        | Steven Rooks         | Claudio Chiappucci   |
| 1991                                    | Phil Anderson        | Giuseppe Petito      | Maximilian Sciandri  |
| 1992                                    | Moreno Argentin      | Alex Zülle           | Phil Anderson        |
| 1993                                    | Michele Bartoli      | Lubos Lom            | Paolo Fornaciari     |
| 1994                                    | Rodolfo Massi        | Michele Coppolillo   | Evgueni Berzin       |
| 1995                                    | Non disputée         | Non disputée         | Non disputée         |
| 1996                                    | Gabriele Colombo     | Adriano Baffi        | Maurizio Fondriest   |
| 1997                                    | Roberto Petito       | Claudio Chiappucci   | Alessandro Bertolini |
| 1998                                    | Non disputée         | Non disputée         | Non disputée         |
| Memorial Cecchi Gori                    |                      |                      |                      |
| 1999                                    | Romāns Vainšteins    | Gianmario Ortenzi    | Paolo Bettini        |
| 2000                                    | Paolo Bettini        | Wladimir Belli       | Marco Velo           |
| Semaine internationale Coppi et Bartali |                      |                      |                      |
| 2001                                    | Ruslan Ivanov        | Dario Frigo          | Freddy González      |
| 2002                                    | Francesco Casagrande | Peter Luttenberger   | Cadel Evans          |
| 2003                                    | Mirko Celestino      | Francesco Casagrande | Franco Pellizotti    |
| 2004                                    | Giuliano Figueras    | Mirko Celestino      | Michele Scarponi     |
| 2005                                    | Franco Pellizotti    | Mauro Facci          | Damiano Cunego       |
| 2006                                    | Damiano Cunego       | Vincenzo Nibali      | Mario Aerts          |
| 2007                                    | Michele Scarponi     | Riccardo Riccò       | Luca Pierfelici      |
| 2008                                    | Cadel Evans          | Stefano Garzelli     | Vincenzo Nibali      |
| 2009                                    | Damiano Cunego       | Cadel Evans          | Massimo Giunti       |
| 2010                                    | Ivan Santaromita     | Przemysław Niemiec   | José Serpa           |
| 2011                                    | Emanuele Sella       | Diego Ulissi         | Stefano Pirazzi      |
| 2012                                    | Jan Bárta            | Bartosz Huzarski     | Diego Ulissi         |
| 2013                                    | Diego Ulissi         | Damiano Cunego       | Miguel Ángel Rubiano |
| 2014                                    | Peter Kennaugh       | Dario Cataldo        | Matteo Rabottini     |
| 2015                                    | Louis Meintjes       | Ben Swift            | Matija Kvasina       |
| 2016                                    | Sergey Firsanov      | Mauro Finetto        | Gianni Moscon        |
| 2017                                    | Lilian Calmejane     | Toms Skujins         | Egan Bernal          |
| 2018                                    | Diego Rosa           | Bauke Mollema        | Richard Carapaz      |
| 2019                                    | Lucas Hamilton       | Damien Howson        | Nick Schultz         |
| 2020                                    | Jhonatan Narváez     | Andrea Bagioli       | João Almeida         |
| 2021                                    | Jonas Vingegaard     | Mikkel Honoré        | Nick Schultz         |
| 2022                                    | Eddie Dunbar         | Ben Tulett           | Marc Hirschi         |
| 2023                                    | Mauro Schmid         | James Shaw           | Ben Healy            |
| 2024                                    | Koen Bouwman         | Archie Ryan          | Diego Ulissi         |
| 2025                                    | Ben Tulett           | Mark Donovan         | Igor Arrieta         |